# Athene cunicularia
La civetta delle tane (Athene cunicularia (Molina, 1782)) è un uccello rapace della famiglia Strigidae, diffuso in America settentrionale e meridionale.
Il nome comune della specie è dovuto al fatto che questa civetta ha l'abitudine di nidificare all'interno di tane e cunicoli scavati da altri animali, come il cane della prateria.

## Descrizione

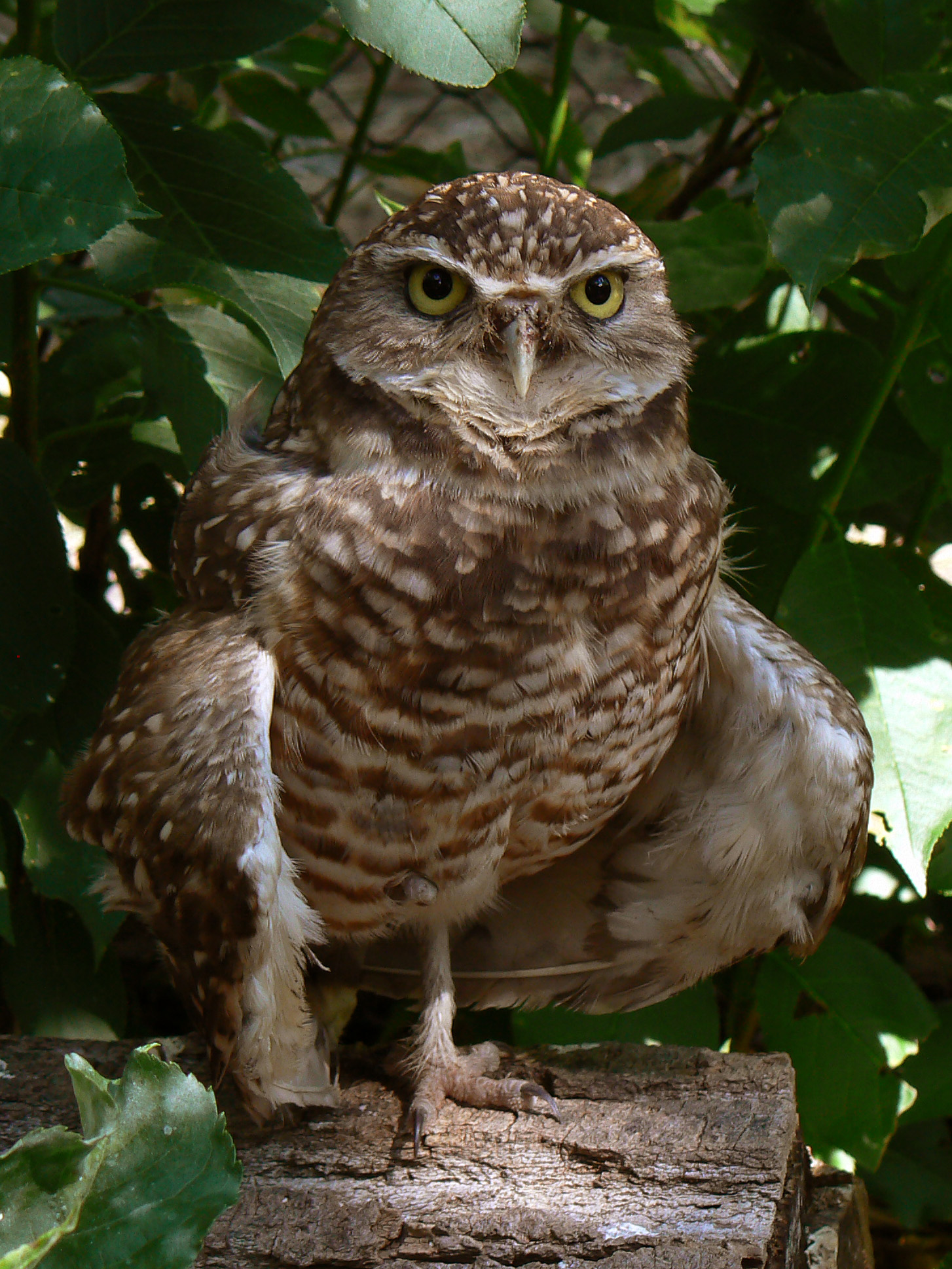
Athene cunicularia

Una civetta delle tane misura in media 25 cm di lunghezza, con una apertura alare di 53 cm e un peso di 170 g.
 Presenta un disco facciale appiattito con prominenti sopracciglia bianche e una macchia gulare bianca. Gli occhi hanno iridi di colore giallo brillante. Il becco va dal giallo al verde oliva a seconda della sottospecie. Il piumaggio delle parti superiori è di colore marrone con striature biancastre. Il petto e il ventre sono più chiari.

## Biologia
A differenza della civetta comune, la civetta delle tane è spesso attiva nelle ore diurne.

### Alimentazione
È un uccello carnivoro che si nutre di insetti e piccoli vertebrati (roditori, piccoli uccelli).

### Riproduzione
La civetta delle tane fa il nido nei cunicoli, come quelli scavati dai cani della prateria. La femmina depone da 4 a 12 uova, che cova per tre o quattro settimane, durante le quali il maschio le procaccia il cibo. Dopo la schiusa delle uova, entrambi i genitori si prendono cura dei pulcini, che sono pronti a lasciare il nido entro il primo mese di vita.

## Distribuzione e habitat
Athene cunicularia ha un ampio areale che si estende sull'intero continente americano (Canada, Stati Uniti d'America, Messico, Guatemala, El Salvador, Bahamas, Cuba, Repubblica Dominicana, Haiti, Antille Olandesi, Venezuela, Guyana, Brasile, Colombia, Ecuador, Perù, Bolivia, Cile, Argentina, Paraguay e Uruguay).

## Tassonomia
Sono state descritte le seguenti sottospecie:
- A. c. amaura  (Lawrence, 1878) †
- A. c. apurensis (Gilliard, 1940)
- A. c. arubensis  (Cory, 1915)
- A. c. boliviana  (L. Kelso, 1939)
- A. c. brachyptera  (Richmond, 1896)
- A. c. carrikeri  (Stone, 1922)
- A. c. cunicularia  (Molina, 1782)
- A. c. floridana  (Ridgway, 1874)
- A. c. grallaria  (Temminck, 1822)
- A. c. guadeloupensis  Ridgway, 1874 †
- A. c. guantanamensis  (Garrido, 2001)
- A. c. hypugaea  (Bonaparte, 1825)
- A. c. intermedia  (Cory, 1915)
- A. c. juninensis (Berlepsch & Stolzmann, 1902)
- A. c. minor  (Cory, 1918)
- A. c. nanodes  (Berlepsch & Stolzmann, 1902)
- A. c. pichinchae  (Boetticher, 1929)
- A. c. punensis  (Chapman, 1914)
- A. c. rostrata  (C.H.Townsend, 1890)
- A. c. tolimae  (Stone, 1899)
- A. c. troglodytes  (Wetmore & Swales, 1931)